# Athens (Nova York)
Athens és una població dels Estats Units a l'estat de Nova York. Segons el cens del 2000 tenia 1.695 habitants.

## Demografia
Segons el cens del 2000, Athens tenia 1.695 habitants, 687 habitatges, i 450 famílies. La densitat de població era de 194,2 habitants/km².
Dels 687 habitatges en un 29,5% hi vivien nens de menys de 18 anys, en un 48,8% hi vivien parelles casades, en un 11,2% dones solteres, i en un 34,4% no eren unitats familiars. En el 29,7% dels habitatges hi vivien persones soles el 17,5% de les quals corresponia a persones de 65 anys o més que vivien soles. El nombre mitjà de persones vivint en cada habitatge era de 2,44 i el nombre mitjà de persones que vivien en cada família era de 3,01.
Per edats la població es repartia de la següent manera: un 24,1% tenia menys de 18 anys, un 6,2% entre 18 i 24, un 27,6% entre 25 i 44, un 23,4% de 45 a 60 i un 18,6% 65 anys o més.
L'edat mediana era de 41 anys. Per cada 100 dones de 18 o més anys hi havia 85 homes.
La renda mediana per habitatge era de 36.927 $ i la renda mediana per família de 43.636 $. Els homes tenien una renda mediana de 34.125 $ mentre que les dones 22.400 $. La renda per capita de la població era de 21.282 $. Entorn del 9,2% de les famílies i el 10,8% de la població estaven per davall del llindar de pobresa.